# Hidroelektrana Guri
Hidroelektrana Guri ili hidroelektrana Simon Bolivar, ima betonsku gravitacijsku i nasipnu branu, na rijeci Caroni, Venezuela. Brana je duga 7 426 m i visoka 162 m. Preljev brane ima mogućnost protoka 27 000 m3/s vode. Umjetno jezero Guri ima površinu od 4 250 km2. U dvije strojarnice se nalazi 21 vodna turbina, s ukupnim kapacitetom od 10 235 MW, te je po tome treća hidroelektrana u svijetu. Prosječna godišnja proizvodnja električne energije je oko 47 000 GWh.

## Povijest
Hidroelektrana Guri je sagrađena u klancu Necuima, 100 km uzvodno od ušća rijeke Caroni u rijeku Orinoco. Gradnja je započela 1963. i prvi dio je završio 1978., s kapacitetom od 2 065 MW, s deset vodnih turbina i maksimalnom razinom u umjetnom jezeru od 215 m iznad razine mora. Drugi dio gradnje je završen 1986., pa je razina u umjetnom jezeru mogla dostići maksimalno 272 m iznad razine mora. 2009. hidroelektrana Guri je treća najveća hidroelektrana u svijetu po snazi, s 10 200 MW kapaciteta. Po količini vode u umjetnom jezeru, brana je osma u svijetu. 
Od 2000. radi se na obnavljanju hidroelektrane, ugradnji novih i zamjeni starih vodnih turbina, da bi mogla raditi sljedećih 30 godina.

## Energetski doprinos
Od 1960-tih, vlada provodi politiku da se što više smanji potrošnja fosilnih goriva, radi zarade izvozom i zato se pokušava što više koristiti obnovljive izvore energije, kao što su hidroelektrane. U Venezueli, 82 % električne energije dolazi od obnovljivih izvora energije, a hidroelektrana Guri doprinosi sa 73 % ukupne električne energije u Venezueli. 
Nedostatak te politike vlade se pokazao 2010., kada je zavladala velika suša i nije bilo dovoljno vode za proizvodnju električne energije. U siječnju 2010., vlada je nametnula odredbu da se zbog jake suše, zaustavi dovod električne energije svaki dan, na dva sata.

## Utjecaj na okoliš
Hidroelektrana Guri je bila predmet mnogih rasprava, jer je umjetno jezero pokrilo zauvijek na tisuće kvadratnih kilometara šume, koja je bila poznata po svojoj bioraznolikosti i rijetkim divljim životinjama. To je i područje jedne vrste rijetkih ptica, sličnih zebi, koje se nalaze samo u tom dijelu svijeta.